# Melville Rogers
Pour les articles homonymes, voir Rogers.
Melville Falkner Rogers, né le 5 janvier 1899 à Ottawa et mort le 26 septembre 1973 dans la même ville, est un patineur artistique canadien.

## Biographie

### Famille
Melville Rogers est le fils d'Amos Frankford Rogers et de Margaret Rebecca Falkner. Il a un frère, Frankford Ernest Rogers (né le 20 avril 1897) et une sœur Gladys Margaret Rogers (née le 1er juin 1903). 
À Ottawa, le 5 mars 1927, Melville épouse Isobel Hossack Blyth, fille de James Thorp Blyth et d'Isabella Evans Thomson (enregistrement des mariages en Ontario). Selon cet enregistrement de mariage, Melville était avocat. Melville et Isobel (1904-1968) sont inhumés au cimetière Beechwood, section 49, lot 44 (registres des sépultures du cimetière Beechwood).

### Carrière sportive
Melville Rogers est membre du Club de patinage Minto pendant 50 ans. Il est champion du Canada et de l'Amérique du Nord. Il est le premier patineur artistique canadien à avoir participé aux Jeux olympiques en 1924. 
Il patine également en couple avec plusieurs partenaires dont Cecil Smith avec qui il participe aux Jeux olympiques de 1924 ce qui fait d'eux le premier couple canadien à avoir participé aux Jeux olympiques ; sa sœur Gladys Rogers avec qui il remporte le titre de champion canadien en couple en 1925 ; et son épouse Isobel Blyth avec qui il participe à deux mondiaux (1930 à New York et 1932 à Montréal)
Melville Rogers pratique également le patinage de quartettes avec différents partenaires et participe aux championnats canadiens de 1929 et 1937. Ses partenaires sont d'abord Frances Claudet, Kathleen Lopdell et Guy Owen de 1929 à 1931, puis Margaret Davis, Prudence Holbrook et Guy Owen de 1932 à 1937. Avec eux, il représente son pays et remporte les quatre championnats nord-américains auxquels il participe : 1931 à Ottawa, 1933 à New York, 1935 à Montréal et 1937 à Boston.

### Reconversion
Après sa carrière sportive, Melville Rogers a exercé diverses fonctions dans le monde du patinage artistique. Il a été président de l'Association canadienne de patinage artistique (ACPA) pendant deux mandats, ainsi que juge international. Il a été un grand promoteur du sport amateur, lorsqu'il était président du Conseil consultatif canadien des sports pendant 15 ans.

### Hommage
Melville Rogers a été admis au Temple de la renommée de Patinage Canada en 1990 en tant que bâtisseur.

## Palmarès

### En individuel
| Compétitions en individuel      | 1920 | 1921 | 1922 | 1923 | 1924 | 1925 | 1926 | 1927 | 1928 |
| Jeux olympiques d'hiver         |      |      |      |      | 7e   |      |      |      |      |
| Championnats du monde           |      |      |      |      |      |      |      |      |      |
| Championnats d'Amérique du Nord |      |      |      | 2e   |      | 1er  |      | 1er  |      |
| Championnats du Canada          | 3e   | 3e   | 2e   | 1er  | F    | 1er  | 1er  | 1er  | 1er  |
| Légende : F = Forfait           |      |      |      |      |      |      |      |      |      |

### En couple artistique
Avec quatre partenaires :
- Jeanette Rathbun (1 saison : 1922)
- Cecil Smith (2 saisons : 1923 et 1924)
- Gladys Rogers (1 saison : 1925)
- Isobel Blyth (1 saison : 1926)
- Gladys Rogers pour la 2e fois (3 saisons : de 1927 à 1929)
- Isobel Blyth pour la 2e fois (3 saisons : 1930 à 1932)

| Compétitions en couple          | 1922 |  | 1923 | 1924 |  | 1925 |  | 1926 |  | 1927 | 1928 | 1929 |  | 1930 | 1931 | 1932 |
| Jeux olympiques d'hiver         |      |  |      | 7e   |  |      |  |      |  |      |      |      |  |      |      |      |
| Championnats du monde           |      |  |      |      |  |      |  |      |  |      |      |      |  | 5e   |      | 9e   |
| Championnats d'Amérique du Nord |      |  |      |      |  | 2e   |  |      |  |      |      |      |  |      |      |      |
| Championnats du Canada          | 2e   |  | 3e   | F    |  | 1er  |  | 3e   |  | F    | 2e   | 3e   |  |      |      |      |
| Légende : F = Forfait           |      |  |      |      |  |      |  |      |  |      |      |      |  |      |      |      |

### En quartettes
| Compétitions en quartettes      | 1929 | 1930 | 1931 | 1932 | 1933 | 1934 | 1935 | 1936 | 1937 |  |  |  |  |  |
| Championnats d'Amérique du Nord |      |      | 1er  |      | 1er  |      | 1er  |      | 1er  |  |  |  |  |  |
| Championnats du Canada          | 2e   |      | 3e   | 2e   | 1er  | 1er  | 1er  | 1er  | 1er  |  |  |  |  |  |
|                                 |      |      |      |      |      |      |      |      |      |  |  |  |  |  |